# Colin Petersen

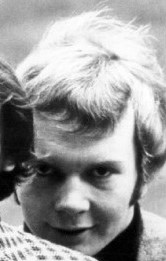
Colin Petersen (1970)

Frederick Colin Petersen (Kingaroy, 24 maart 1946 – 18 november 2024) was een Australisch drummer, bekend geworden door zijn werk met de Bee Gees.
Als zevenjarig jongetje begon Colin Petersen als filmacteur. Zijn bekendste optredens waren die in Smiley (1956) met Ralph Richardson A Cry from the Streets (1958) en bijna twintig jaar later nog eens in Barney (1976). 
Hij bezocht later de Humpybong State School, waar in die periode ook Barry, Robin en Maurice Gibb op school zaten. Colin Petersen zat bij Barry in de klas, maar hij had weinig contact met de drie broers.
Tijdens zijn schoolperiode ontwikkelde hij belangstelling voor muziek. Aanvankelijk speelde hij piano, maar later schakelde hij over op slagwerk.
Na zijn schooltijd speelde hij in een aantal bandjes en zo kreeg hij contact met Maurice Gibb, die voor een optreden van de broers in Sydney een drummer zocht. Het was het begin van een vriendschap met de broers, die hem later van pas kwam. Niet alleen speelde hij na dat ene optreden herhaaldelijk met de broertjes Gibb in Australië, maar toen hij in 1966 naar Groot-Brittannië vertrok, ontmoette hij het drietal opnieuw.
Hij werd al spoedig gevraagd tot de Bee Gees toe te treden en was vaste drummer op de eerste vijf albums van de band: Bee Gees' 1st, Horizontal, Idea, Odessa en Cucumber Castle. 
Bij de opnamen van de televisiefilm Cucumber Castle werd de basis gelegd voor Petersens vertrek uit de band. Ook Vince Melouney en zelfs Robin Gibb hadden op dat moment de groep verlaten. Robin Gibb keerde weer terug. Petersen werd wegens 'gebrek aan interesse' ontslagen. Omdat hij echter niet in dienst van de broers Gibb was, maar een van de vier leden van de band, kon hij niet worden ontslagen. Het leidde tot een langslepende rechtszaak, waarbij zowel de broers Gibb als Petersen de groepsnaam Bee Gees claimden.
Uiteindelijk trok hij aan het kortste eind en hij speelde nog korte tijd bij de groep Humpy Bong. Na het uitblijven van succes vertrok hij in 1974 weer naar Australië. 
Petersen zegde de muziek vaarwel en werkte vervolgens als (kunst)schilder.
Petersen overleed op 18 november 2024 op 78-jarige leeftijd.
- Bibliothèque nationale de France: cb17061133v (data)
- International Standard Name Identifier: 0000 0001 3076 7868
- MusicBrainz: 150b584c-69b3-4a9e-ad72-cef6dfd809f4
- Virtual International Authority File: 157147095163525082826